# Kampfgeschwader 66
Kampfgeschwader 66 (dobesedno slovensko: Bojni polk 66; kratica KG 66) je bil bombniški letalski polk (Geschwader) v sestavi nemške Luftwaffe med drugo svetovno vojno.

## Organizacija
- štab
- I. skupina
- II. skupina[1]